# Петербургський Федір Іванович
Фе́дір Іва́нович Петербу́ргський (*22 квітня 1890, с. Ст. Сіндрово тепер Краснослободського району Мордовії — †17 квітня 1962, Саранськ) — мокшанський мовознавець, педагог, громадський діяч.

## Життєпис
Кандидат філологічних наук, доцент (1947). Народився в селянській родині. Закінчив Казанську вчительську інородческу семінарію (1910), аспірантуру Московського НДІ мовознавства (1933), Московський НДІ неросійських шкіл РРФСР (1935).
У 1910 — 1931 — вчитель по селах Ст. Михайлівка, Архангельське Голіцино, Ст. Сіндрово, інспектор мордовських шкіл Пензенського губоно, Мордовского облоно. У 1933 — 1937 — науковий співробітник, завідувач сектору Мордовського НДІ культури.
У 1937 був заарештований, засланий до виправно—трудового табору на 5 років. Після звільнення та реабілітації з 1943 — вчитель російської мови в залізничному училищі № 3 м. Каган Узбецької ССР, 1944 — школи № 8 м. Нухі Азербайджана.
З 1946 — викладач, доцент, зав. кафедрою мордовської філології Мордовського державного педагогічного інституту ім. А. І. Полєжаєва.
Петербургський — організатор та учасник перших наукових конференцій з мордовських мов. Займався розробкою орфографічних літературних норм, термінології мокшанської мови, складанням підручників для мокшанських шкіл.

## Праці
- Из истории орфографического строительства мокшанского языка // Изв. НИИИМК.— Саранск, 1935
- Морфология мокшанского литературного языка // 3—я Мордовская языковая научная конференция.— Саранск, 1936
- О синтаксисе мокшанского языка // Там само.